# Il pozzo delle anime
Il pozzo delle anime (Midnight at the Well of Souls) è un romanzo di fantascienza scritto da Jack L. Chalker.

## Trama
Nathan Brazil sta viaggiando tranquillamente con la sua astronave, trasportando un gruppo di persone verso il pianeta Paradiso, quando riceve una segnalazione di pericolo dal pianeta Dalgonia. È obbligato a prestare soccorso ma, quando arriva a Dalgonia, scopre che il pianeta è pieno di porte che conducono a un altro pianeta chiamato Pozzo delle Anime, un pianeta costruito dall'antica razza dei markoviani, un mitico popolo di favolosi ingegneri. Nathan cercherà di scoprire il mistero dietro a quel nuovo mondo.
Il nuovo mondo è un costrutto che stabilizza l'equazione del nostro universo. Come Dalgonia, il pianeta è costituito in gran parte da un enorme computer in grado di interagire e controllare le forze della natura. La superficie è stata modellata in una serie di macchie esagonali in cui i markoviani potevano sperimentare la creazione di nuove forme di vita intelligente e, se avessero avuto successo, sarebbero stati inviati nell'universo per evolversi da soli. 
Nel nuovo mondo, Brazil e i suoi compagni si mettono alla ricerca di Skander e Varnett, per impedire loro di accedere al computer centrale e causare danni all'universo. La complicazione è che il passaggio attraverso la porta polare su Dalgonia ha trasformato tutti gli umani, a eccezione di Nathan Brazil, in membri delle varie specie che abitano il pianeta.
Nathan si rende conto che la sua esistenza non è come sembra e i ricordi iniziano a emergere.

## Edizioni
- Jack L. Chalker, Midnight at the Well of Souls, Ballantine Books, 1977,  p. 360.
- Jack L. Chalker, Midnight at the well of souls, Del Rey Mass Market Paperback, 1985.
- Jack L. Chalker, Il pozzo delle anime, traduzione di Antonio Bellomi, collana Urania n° 1284, Arnoldo Mondadori Editore, 1996,  p. 284.